# Christiana Figueres
Karen Christiana Figueres Olsen, coneguda com Christiana Figueres   (San José, 7 d'agost de 1956) és una diplomàtica i antropòloga costa-riquenya, màster en antropologia social per la London School of Economics (1980). Considerada una de les grans expertes del món en el canvi climàtic, ha estat secretària executiva de la Convenció Marc de Nacions Unides sobre el Canvi Climàtic entre 2010 i 2016, i artífex de l'Acord de París de 2015.

## Carrera política
Pel que fa a responsabilitats polítiques, ocupà diversos càrrecs diplomàtics i polítics al seu país. Entre 1982 i 1985 va ser ministra consellera de l'Ambaixada de Costa Rica a Bonn, Alemanya, on se la va guardonar amb la Gran Creu d'Honor al Mèrit, pel seu destacat acompliment en les relacions bilaterals. El 1987 va ser directora de Cooperació Internacional del Ministeri de Planificació de Costa Rica. El 1988 va ser nomenada Cap de Gabinet del Ministeri d'Agricultura de Costa Rica.
Fundadora del Centre per al Desenvolupament Sostenible a les Amèriques (CEDSA) el 1995, va exercir com a directora d'aquesta organització no governamental i sense ànim de lucre durant vuit anys, establint llaços de cooperació amb ONG al voltant de el món.
Des de 1995 ha estat membre de l'equip de negociació de Costa Rica, participant en les negociacions tant de la CMNUCC com del Protocol de Kyoto. Ha col·laborat en el disseny dels principals instruments per fer front a el canvi climàtic i és una promotora fonamental de la participació activa d'Amèrica Llatina en la Convenció. Des del 2010 i fins al 2016, durant dues legislatures consecutives fou secretària executiva del Programa Marc de les Nacions Unides sobre Canvi Climàtic. Delineà i ajudà a establir programes nacionals per al canvi climàtic per als governs de Guatemala, Panamà, Colòmbia, Argentina, Equador, Hondures, El Salvador i la República Dominicana. Posterriorment ha estat cofundadora de la iniciativa Global Optimism i coordinadora de la Missió 2020.
L'any 2015, com a directora de la Convenció Marc de les Nacions Unides sobre el Canvi Climàtic, va organitzar la Convenció en què s'arribà a l'Acord de París, en el qual, per primer cop, gairebé totes les nacions es comprometeren a adoptar mesures contra les emissions de gasos d'efecte hivernacle.

## Reconeixements
El 2001 li va ser atorgat el Premi Heroi del Planeta de la National Geographic en reconeixement del seu lideratge internacional en energia sostenible i canvi climàtic. El 2015 va ser premiada amb la Gran Medalla de la Ciutat de París. Al 2016 va ser nomenada per la revista TIME com un dels 100 personatges més influents del món. A l'abril de 2016 el MINAE li va atorgar un premi per la seva lluita en contra del canvi climàtic, el premi Guayacán, basat en l'article 114 de la Llei Orgànica de l'Ambient. El 7 de juliol de 2016, amb el suport del Govern de Costa Rica, va ingressar en el grup de persones d'entre les quals s'havia de seleccionar la següent secretaria general de les Nacions Unides, per a optar a successora de Ban Ki-moon. El 2019 obtingué el premi Ecovidrio a la Personalitat Ambiental de l'Any. També l'any 2019 li fou atorgat el VI Premi Dret i Societat, que concedeix el gabinet Roca Junyent.
Christiana Figueres ha fet importants contribucions a la literatura analítica i acadèmica sobre el disseny del règim de canvi climàtic. Els seus escrits són àmpliament publicats i és una oradora habitual en les negociacions de canvi climàtic, polítiques i instruments financers orientats a la promoció de l'energia neta i eficiència energètica.

## Entorn familiar i ascendència catalana
És filla de José Figueres Ferrer, que va ser President de Costa Rica en tres ocasions, i germana de José María Figueres Olsen, que també va ostentar el càrrec. El seu avi, Marià Figueres i Forges, va ser un metge d'Os de Balaguer que va emigrar a Costa Rica.